# Obiekt techniczny

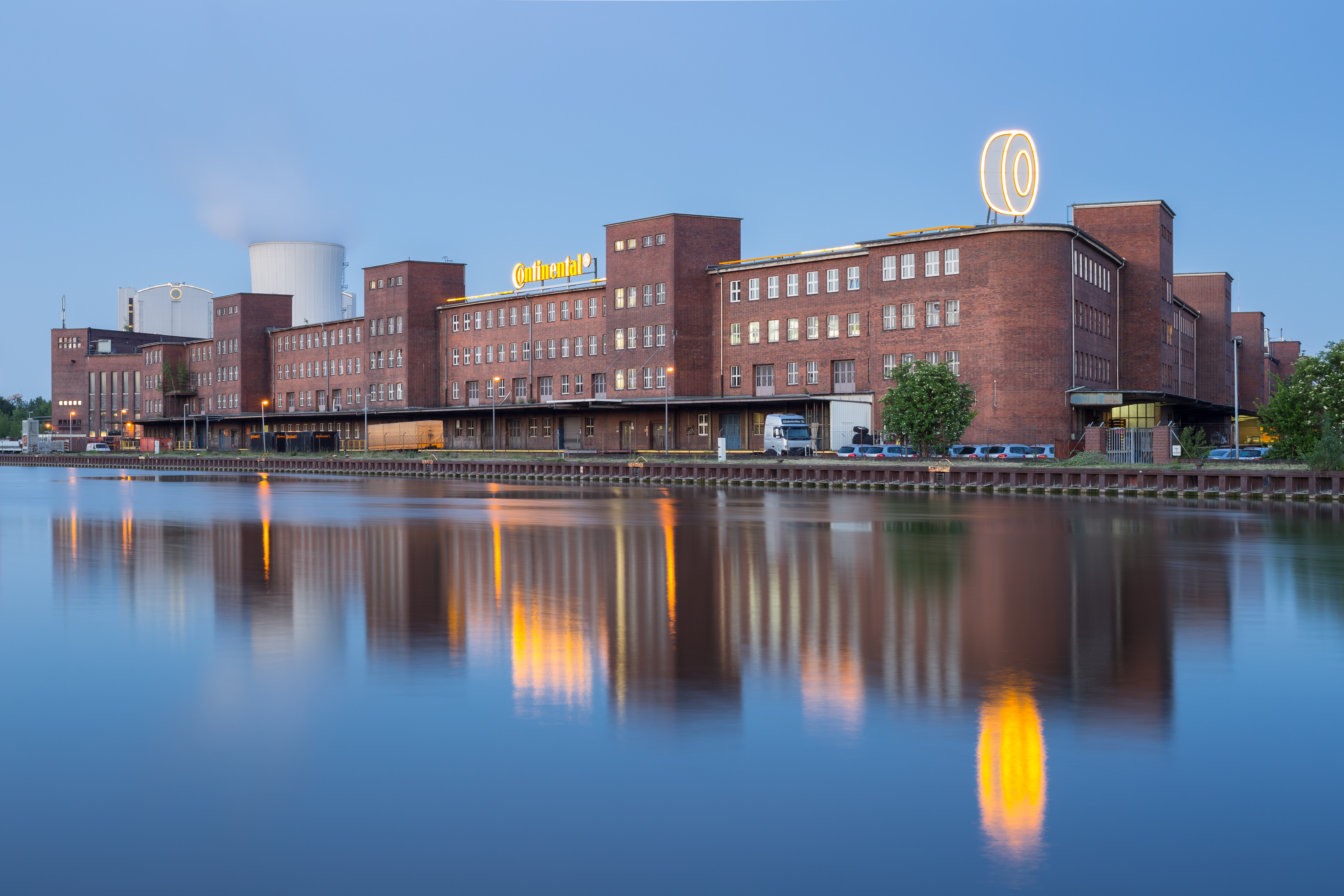
Budynek fabryki opon jako przykład obiektu technicznego

Obiekt techniczny – przedmiot wykonany przez człowieka w celu spełnienia jego potrzeb.
Każdy obiekt techniczny jest wytwarzany po to, aby go eksploatować, a wskutek eksploatacji podlega zużyciu.
Przyjmuje się, że istnienie obiektu technicznego dzieli się na fazy:
- produkcji
- eksploatacji
- likwidacji[5]